# Trichostomum mandonii
Trichostomum mandonii là một loài Rêu trong họ Pottiaceae. Loài này được (Müll. Hal. ex E. Britton) Müll. Hal. miêu tả khoa học đầu tiên năm 1897.